# Frank Culbertson
Frank Culbertson (ur. 15 maja 1949 w Charleston) – amerykański lotnik morski, oficer United States Navy, pilot doświadczalny, inżynier i astronauta.

## Życiorys
W 1967 ukończył szkołę w Holly Hill, a w 1971 inżynierię techniki lotniczej i astronautycznej na United States Naval Academy w Annapolis. Przechodził szkolenie na lotnika morskiego w Pensacoli, w maju 1973 uzyskał licencję w Beeville, służył na lotniskowcu USS Midway (CV-41) w Yokosuce w Japonii, a także w Luke Air Force Base w Arizonie. W maju 1981 został wyselekcjonowany jako kandydat do United States Naval Test Pilot School w Naval Air Station Patuxent River, którą ukończył w czerwcu 1982. Ma wylatane ponad 6000 godzin na 40 typach samolotów. Ma stopień kapitana United States Navy. 

## Kariera astronauty
23 maja 1984 został wyselekcjonowany przez NASA jako kandydat na astronautę, w czerwcu 1985 skończył podstawowe szkolenie astronautyczne. Podczas kilku misji promów kosmicznych wchodził w skład zapasowej załogi. Pracował w NASA Headquarters Action Center w Waszyngtonie, brał udział w śledztwie prowadzonym przez NASA, komisję prezydencką i Kongres po katastrofie Challengera z 1986. Od 16 do 20 listopada 1990 był pilotem misji STS-38 trwającej 4 dni, 21 godzin i 54 minuty. Od 12 do 22 września 1993 dowodził misją STS-51 trwającą 9 dni, 20 godzin i 11 minut. Od 10 sierpnia do 17 grudnia 2001 brał udział w misji STS-105 na Międzynarodową Stację Kosmiczną (został odwieziony na Ziemię w ramach misji STS-108) trwającą 128 dni, 20 godzin i 45 minut. Podczas tej misji był dowódcą Międzynarodowej Stacji Kosmicznej. 12 listopada 2001 wraz z rosyjskim kosmonautą Władimirem Dieżurowem wykonał kosmiczny spacer trwający 5 godzin i 4 minuty w celu podłączenia siedmiu kabli między modułem Zwiezda a modułem Pirs oraz wykonania zdjęć.
24 sierpnia 2002 opuścił NASA.